# Motocross Maniacs
Motocross Maniacs  (japanisch: モトクロス マニアックス)  ist ein Videospiel, das 1989 von Konami für den Nintendo Game Boy veröffentlicht wurde.

## Gameplay
Eine Motocross-Maschine wird über verschiedene Strecken gesteuert, die mit verschiedenen Hindernissen wie Hügel und Gräben bis hin zu Sprüngen und Loopings ausgestattet sind. Das Spiel belohnt Geschwindigkeit und Präzision gleichermaßen, da Fehler schnell zu Stürzen und Zeitverlust führen können.

## Grafik und Sound
Trotz der technischen Beschränkungen des Nintendo Game Boy hat Motocross Maniacs für seine Zeit eine ansprechende Grafik. Die Strecken sind gut gestaltet und die Animation der Motorräder trägt zum flüssigen Spielablauf bei. Der Soundtrack des Spiels ist ein typischer 8-Bit-Sound.

## Kritik
Motocross Maniacs zählt als ein zeitloses Meisterwerk im Bereich der Spiele für den GameBoy. Die Kritiken waren damals gut, in der Retro Szene hat Motocross Maniacs Beachtung gefunden. PC Magazine beschrieb in einem Rückblick zu 30 Jahren Gameboy das Spiel als eines der Top-Ten-Spiele für den GameBoy.